# Metodo globale di autodifesa
Il metodo globale di autodifesa (in sigla MGA) è un sistema di difesa personale ufficialmente riconosciuto dalla FIJLKAM, nato con l’obiettivo di fornire ai suoi praticanti un repertorio tecnico mutuato da diverse arti marziali, con particolare enfasi sulle tecniche cedevoli.
MGA è basato su tecniche difensive utilizzabili da chiunque, indipendentemente dal genere o dalla forza fisica del praticante, e prevede insegnamenti anche in ambito giuridico e psicologico.